# Leptoconops knowltoni
Leptoconops knowltoni är en tvåvingeart som beskrevs av Clastrier och Wirth 1978. Leptoconops knowltoni ingår i släktet Leptoconops och familjen svidknott. Inga underarter finns listade i Catalogue of Life.